# Bogoriasee
Der Bogoriasee (Lake Bogoria, früher Lake Hannington) ist ein stark alkalischer Natronsee im östlichen Arm des Ostafrikanischen Grabens. Der See hat eine Länge von 17,3 km und eine maximale Breite von 3,8 km. Die Wassertemperatur beträgt stellenweise bis zu 70 °C. Der See ist bekannt durch seinen Vogelreichtum, seine zahlreichen Geysire und Thermalquellen. Diese befinden sich vor allem am Westufer. Der See ist meromiktisch.
Der See gehört seit 2011 als Teil des „Kenianischen Seensystems im Great Rift Valley“ zum UNESCO-Weltnaturerbe.

## Geografie

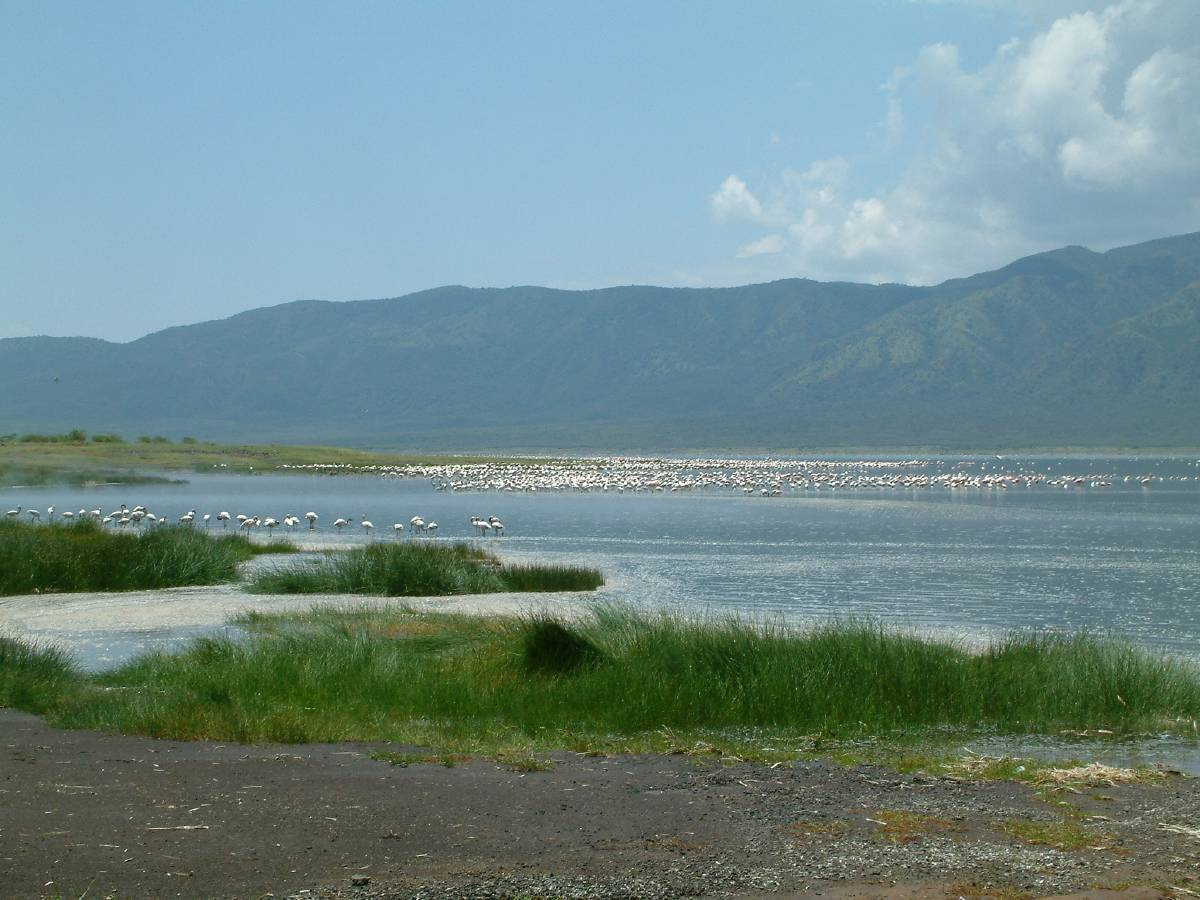
Bogoriasee

Der See liegt im östlichen Teil des Ostafrikanischen Grabenbruchs (Great Rift Valley). Er liegt gemeinsam mit dem nördlicher gelegenen Baringosee im Baringo-Bogoria-Becken. Der Bogoriasee liegt in einem Halbgraben, der im Osten von einer Abschiebung und der damit verbundenen morphologischen Bruchstufe (Siracho Escarpment) begrenzt wird. Das Einzugsgebiet des Sees hat eine Größe von 700 Quadratkilometern.
Der See liegt im Baringo County in Kenia, 181 km nordnordwestlich der Hauptstadt Nairobi. Er befindet sich im Nationalpark Bogoria National Reserve.

## Flora und Fauna
Der Bogoriasee ist das Ziel zahlreicher Ausflügler, nicht zuletzt wegen der vielfältigen Flora und Fauna. Zur Tierwelt am See gehören Zebras, Gazellen, Impalas, Dikdiks und Kudus. Der See ist die Heimat zahlreicher Flamingos, Schreiseeadler und Pelikane. Die Hauptnahrungsquelle der Flamingos sind die Cyanobakterien Spirulina platensis.
Im Herbst 1999 fielen im Bogoriasee etwa 30.000 Flamingos Anatoxin A zum Opfer. Das Toxin wurde im Mageninhalt verendeter Tiere und in deren Exkrementen gefunden. Bis heute sorgen die dort vorkommenden Anatoxin-A-produzierenden Cyanobakterien für ein alljährliches Massensterben unter den Flamingos, die sich von nichttoxischen Cyanobakterien, meist Spirulina ernähren. Die verursachenden Organismen treten natürlicherweise im Wasser des Sees und insbesondere in Mikrobenmatten in geringem Maß auf, die um die Thermalquellen im Seebett wachsen.

## Umwelt
Neuere Studien zeigen einen starken Zuwachs in der Fläche der Seen im kenianischen Rift. Auch der Bogoriasee ist davon betroffen. Ausgehend von einer „normalen“ Fläche von 34 km², hat der See sich in den letzten Jahrzehnten bis zum Jahr 2020 auf eine Fläche von 43 km² ausgedehnt. Dies hat weitreichende Folgen für die sozioökonomische Infrastruktur, da Siedlungen sowie Straßen zunehmend überflutet werden. Ebenso werden dadurch die aquatischen, aber auch die terrestrischen Ökosysteme beeinflusst. Es werden mehrere Ursachen dafür verantwortlich gemacht. Ein großer Teil dieses Effektes wird dem Klimawandel zugeschrieben. Es werden in den Einzugsgebieten der Seen deutlich höhere Niederschlagsmengen verzeichnet. Dazu kommt die Erosion durch veränderte Landnutzung, die die Becken der Seen mit Sediment anfüllt.